# Дівчина в каміні
Дівчина в каміні (англ. The Girl in the Fireplace) — четвертий епізод другого сезону поновленого британського науково-фантастичного телесеріалу «Доктор Хто». Уперше транслювався на телеканалі BBC One 6 травня 2006 року. Режисером епізоду є Еврос Лін, а сценарій написаний Стівеном Моффатом. Епізод натхненний романом Одрі Ніффенеггер «Дружина мандрівника в часі». Епізод був знятий в Англії та Уельсі в жовтні 2005 року та отримав схвальні відгуки від більшості критиків. Сценарій епізоду був номінований на премію «Неб'юла» та виграв премію «Г'юго» 2007 року за найкращу драматичну постановку (коротка форма). Епізод супроводжується відповідною Тардісодою.
Події епізоду відбуваються у Франції протягом XVIII століття. За сюжетом епізоду, андроїди технічного обслуговування космічного корабля з 51 століття створюють вікна в часі для того, щоб слідкувати за Маркізою де Помпадур (Софія Майлс) протягом її життя. Вони мають намір забрати її мозок для використання як деталь космічного корабля, вірячи, що вона з ним сумісна.

## Сюжет

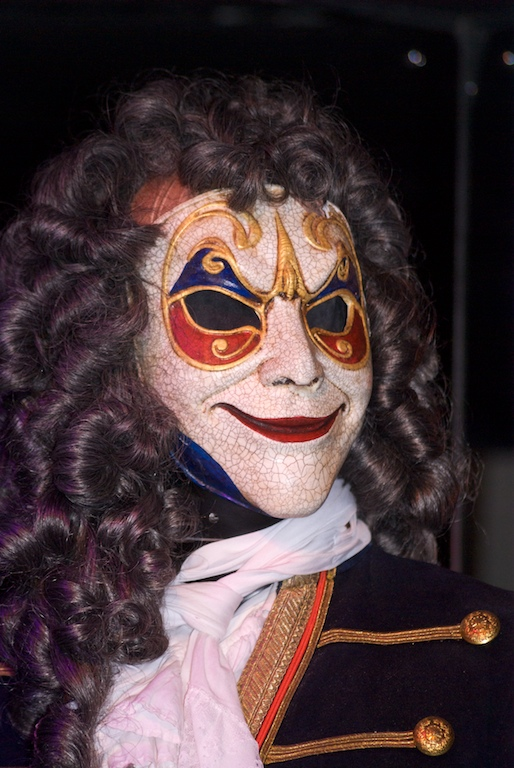
Андроїди, показані на виставці «Doctor Who Experience»

Десятий Доктор, Роуз та Міккі досліджують покинутий космічний корабель у 51 столітті. Космічний корабель виявляється порожнім та залишається на місці в космосі, але генерує велику кількість енергії для можливості пробиття вікон у часі. Доктор дивиться крізь часове вікно — двері в інше місце в просторі та часі — яке має форму французького каміна. Він бачить дівчинку на ім'я Рейнетт з іншого боку каміна, яка знаходиться в Парижі 18 століття. Доктор переходить через часове вікно та виявляє, що для неї минули місяці з часу останньої зустрічі. Він знаходить в її спальні андроїда, сконструйованого за принципом годинникового механізму, переодягненого у одяг 18 століття. Андроїд робить спробу атакувати Рейнетт, від якої Доктор її рятує.
Після повернення на корабель, Доктор виявляє коня, який переходить через часове вікно — Доктор називає коня Артуром. Повернувшись до спальні Рейнетт, Доктор виявляє, що вона зараз стала молодою жінкою. Рейнетт та Доктор цілуються перед тим, як вона іде з матір'ю. Доктор усвідомлює, що Рейнетт — це маркіза де Помпадур, коханка короля Людовика XV, через зустріч з якою Доктор дуже радіє.
На кораблі знаходиться кілька додаткових часових вікон, які ведуть до різних моментів життя Рейнетт: в одному Доктор знаходить її в саду Версаля, в іншому захищає Рейнетт від андроїда. Андроїд повідомляє Рейнетт, що андроїди вбили екіпаж корабля, щоб використати їхні органи в якості деталей для ремонту корабля. Доктор виявляє, що андроїди планують відкрити часове вікно в житті Рейнетт у віці 37 років, вірячи, що її мозок у цьому віці стане сумісний з кораблем. Доктор використовує свою телепатію, щоб заглянути до розуму Рейнетт, сподіваючись знайти щось, що пов'язує її з дроїдами. Після контакту вона задає Доктору питання «Доктор хто?», також проникнувши до його розуму.
Роуз і Міккі виявляють на кораблі людські органи, які використовуються в якості деталей космічного корабля. Їх атакують андроїди, після чого вони падають непритомними та знаходять себе прив'язаними до операційного столу. Доктор їх рятує. Він відсилає Роуз крізь часове вікно до молодшої Рейнетт, щоб попередити про напад андроїдів на її 37-ліття. Міккі знаходить потрібне часове вікно, яке веде до цієї події.
Андроїди з'являються під час балу у Версалі та беруть маркізу де Помпадур в заручники. В іншому кінці кімнати знаходиться величезне дзеркало, яке насправді є часовим вікном. Доктор не може увійти у вікно часу, не залишившись після цього в 18 столітті назавжди. Андроїди погрожують Рейнетт обезголовлюванням, але Доктор на Артурі пробивається через дзеркало та рятує її. Не маючи можливості повернутися на свій корабель, андроїди здаються та вимикаються. Рейнетт каже Доктору, що камін за її наказом було перенесено до Версаля з надією, що Доктор у ньому повернеться. Доктор виявляє, що камін не втратив своєї властивості часового вікна та використовує його для повернення на космічний корабель. Він каже Рейнетт підготуватися до подорожі з ним. Коли Доктор повертається до Рейнетт він виявляє, що для неї минуло сім років, а вона померла від туберкульозу. Король Людовик дарує Доктору лист, в якому Рейнетт сподівається на швидке повернення Доктора. Доктор покидає Францію у TARDIS. Коли епізод закінчується, покинуте судно з назвою «SS мадам де Помпадур» пливе в космосі.

## Зйомка епізоду
Зйомки епізоду відбувались між 12 та 27 жовтня 2005 року. Сцени епізоду у Версалі були зняті в різних місцях: сцени, в яких тіло Помпадур відвозять з міста були зняті в районі Кулверхаус-кросс у Кардіффі. Кімната маркізи де Помпадур та сцени у спальні були зняті в палаці Тредегар — маєтку 17 століття в Ньюпорті. Ботанічні сади Дифрін (англ. Dyffryn Gardens) в долині Гламорган були використані в якості королівського саду, а Реглі-холл поблизу Алчестера був використаний для бальних сцен. Сцени на космічному кораблі також знімались у Ньюпорті.
Хоча епізод в хронологічному порядку стоїть одразу після епізоду «Шкільна зустріч», Моффат говорить в аудіо-коментарі на DVD, що під час написання сценарію «Дівчини в каміні», ним ще не було завершено кінець сценарію «Шкільної зустрічі», що є причиною відсутності суперечок між Роуз та Міккі після приєднання Міккі до супутників Доктора. Після того, як маркіза де Помпадур читає думки Доктора, вона каже «Доктор хто?», що є посиланням як на назву телесеріалу, так і на давню таємницю про власне ім'я Доктора. Вона також каже, що це «більше, ніж просто секрет», але не заглиблюється далі. Моффат говорив, що додав діалог тому, що вважає: оскільки Доктор не повідомляє навіть найближчим супутникам своє ім'я, то має бути «жахливий секрет» щодо цього. Моффат також каже, що він не включив до сценарію слово «Торчвуд» (слово, яке зустрічається в епізодах другого сезону та поєднує їх між собою), тому що Девіс не просив його цього робити.
Коли Моффат створював андроїдів-годинникових механізмів, він спершу вирішив приховати їхні обличчя перуками, але коли продюсер Філ Колінсон сказав йому, що це суттєво обмежить можливі ракурси камери та може виглядати комічно, на обличчя андроїдів буди одягнуті карнавальні маски. Ніл Гортон з Millenium Effects розробив дизайн андроїдів, а їх було сконструйовано Річардом Дарвеном та Густавом Хоганом.
В епізоді було використано двох коней: один використовувався для сцен у тісних приміщеннях на космічному кораблі, а другий для стрибків. Згідно з «Доктор Хто: Конфіденційно» коня не пустили в бальну залу для кульмінаційної сцени. Таким чином, сцени з Доктором, що проникає на коні до палацу крізь дзеркало, коня, розбивання дзеркала та реакцію гостей у бальній залі необхідно було зняти окремо, а потім поєднати разом з використанням хромакею. Голова Теннанта накладалася на голову дублера-вершника під час постпродукції. Спочатку співробітники програми вважали доцільним використання спецефектів, але ідея була відкинута унаслідок її дороговизни.

## Трансляція епізоду та відгуки
Епізод «Дівчина в каміні» уперше транслювався у Великій Британії на телеканалі BBC One 6 травня 2006 року. У підсумку епізод отриав 7,9 мільйонів глядачів, що зробило його тринадцятою найбільш переглядуваною телепрограмою тижня британського телебачення. Епізод отримав 84 бали за індексом оцінки, вважаючись «відмінним». Сценарій епізоду був номінований на премію «Неб'юла» та виграв премію «Г'юго» 2007 року за найкращу драматичну постановку (коротка форма). Епізод супроводжується відповідною Тардісодою.
Ахсан Хаке, пишучи для IGN, хвалив акторську гру Теннанта та Майлс, швидкість перебігу подій в епізоді та сюжет, який «надзвичайно бере за душу». Він писав, що «з більшою увагою до тимчасових деталей цей епізод міг би вважатися одною з найкращих митей телесеріалу». Зокрема, Хаке написав, що епізод міг би бути кращим, якби сценаристи детальніше пояснили причини, чому Доктор не мав змоги використати TARDIS, щоб відвідати мадам де Помпадур перед її смертю. У британській газеті «Metro» було написано, що андроїди-годинникові механізми були «одними з тих супротивників, які найкраще запам'ятались», а Даніель Мартін для The Guardian писав, що «Дівчина в каміні» є «одним з найбільш відомих епізодів з ери Девіса».
Росс Рудігер зі Slant Magazine писав, що епізод «імовірно є головним досягненням» другого сезону поновленого «Доктора Хто». Рудігер назвав епізод таким, що підходить «для нового тисячоліття», вважаючи, що даний епізод «ніколи не міг би існувати під прапором класичного телесеріалу». Ним епізод було названо «витвором мистецтва, який наштовхує на роздуми», а також написано, що епізоди, як цей, не могли би транслюватись щотижня через те, що «це було би занадто обтяжливим для мозку середньостатистичного глядача». Метт Уельс із IGN дав «Дівчині в каміні» третє найкраще місце серед сценаріїв «Доктора Хто» з Девідом Теннантом, назвавши її «Одною з найбільш проникливих пригод Доктора Хто».